# Athanas Gugger
Athanasius Gugger OSB (* 8. August 1608; † 24. Januar 1669) war Mönch im Kloster St. Gallen, Priester, Lehrer und Dichter lateinischer Dramen, Hymnen und Oden.

## Leben
Athanas Gugger wurde im st.-gallischen Berneck als Jakob Gugger geboren. Zur Schulbildung wurde er in jungen Jahren – das genaue Datum ist nicht bekannt – nach St. Gallen geschickt. Im Alter von beinahe achtzehn Jahren wurde er als Novize im Kloster St. Gallen aufgenommen. Ein Jahr später legte er die Profess ab. Im Jahr 1635 wurde er Lehrer für die Humaniora an der Klosterschule in St. Gallen und Mariaberg; am 1. März desselben Jahres wurde er in Konstanz zum Priester geweiht. Später wechselte er als Lehrer in das Kloster St. Johann im Toggenburg, das zur Fürstabtei St. Gallen gehörte, wo er bis 1639 blieb. Von 1641 bis 1642 wurde er nach Ingolstadt geschickt zum Studium beider Rechte. Am 24. Januar 1669 starb er nach einem längeren Leiden.

## Werk
Im Zeitraum von seiner Rückkehr bis ins Jahr 1664 schrieb er mehrere Dramen, edierte die Alexandreis, Hymni Sacri und Odae Sacrae. Letztere beide entstanden u. a. anlässlich von Translationsfeiern von Heiligen, resp. deren Reliquien; es handelt sich hierbei dann um Casualpoesie. Die Titel der Dramen, die handschriftlich überliefert sind in der Stiftsbibliothek St. Gallen, sind S. Notkerus (1642), Julianus Apostata (1643), Justus et Pastor (1644),  Joannes Gualbertus Innocens (1645), Crisorius sive homo impius (1646), Edmundus Puer (1647), S. Babylas et socii (1648), Vitus M. cum Sociis MM. (1651) und Divus Othmarus (1660/1661). 
Der Stoff der Dramen ist grösstenteils historisch-hagiographisch (vgl. Notker II., Julian Apostata, Johannes Gualbertus, Edmund of Abingdon, Babylas, Vitus und Othmar). Die meisten Dramen sind Tragödien oder Tragikomödien, Edmundus Puer ist die einzige Komödie. Sie lassen sich einordnen in die Kategorie des lateinischen Ordensdramas. Bis auf Divus Othmarus, der mit grossem barocken Pomp in St. Gallen im Klosterhof aufgeführt worden war, handelt es sich um Schultheaterproduktionen, die in dieser Zeit sehr häufig waren und grosse Anerkennung genossen.

## Wissenschaftliche Tätigkeit
Neben seiner Arbeit als Lehrer und Dichter edierte Athanas Gugger auch die Alexandreis des Walter von Châtillon.